# Jacques Derrida
Jacques Derrida pronunție în  [lang] (născut ca Jackie Derrida; n. 15 iulie 1930, El Biar, Algeria franceză, Franța – d. 8 octombrie 2004, Paris, Île-de-France, Franța) a fost un filosof evreu-francez de origine algeriană, considerat părintele curentului filosofic al deconstrucției.

## Biografie
S-a născut în 1930 la El-Biar, în Algeria, într-o familie de evrei, unde face școala primară și liceul. Algeria, colonie franceză, depindea de regimul nazist de la Vichy în care, începând din 1940, evreii erau excluși din învățământ și din justiție deci, Derrida este exmatriculat de la liceul Ben Aknoun. 
Din 1942 învață la un liceu particular înființat de profesori evrei dați afară din învățământul de stat. Reîntors la Ben Aknoun, are o viață școlară dezordonată și, îndreptată cu precădere spre activități sportive și  competiții de tot felul. Derrida visa să devină fotbalist profesionist. După eșecul bacalaureatului din 1947 el trăiește stări de tulburare, inadaptare și retragere, citind foarte mult (Jean-Jacques Rousseau, André Gide, Friedrich Nietzsche, Albert Camus). 
În perioada 1947-1948 participă la cursul de filosofie de la liceul Gauthier (Alger), unde este marcat profund de scrierile lui Bergson și Sartre. Orientarea sa către filosofie este deja clară, îl impresionează în mod deosebit Soeren Kierkegaard și Martin Heidegger. Anii 1952-1953 îl găsesc student la "École normale supérieure" din Paris, unde se împrietenește, printre alții, cu Bianco, Pierre Bourdieu, Serres, Michel Foucault. 
În 1956 primește o bursă specială de auditor al cursurilor la Universitatea Harvard. În această perioadă a citit scrierile lui James Joyce. În iunie 1957 se căsătorește la Boston cu Marguerite Aucouturier, cu care va avea doi copii. În timpul războiului din Algeria, Derrida predă limbile franceză și engleză tinerilor algerieni. Din 1960 se instalează cu familia la Nisa și apoi predă la universitățile Sorbona, Johns Hopkins din Baltimore și la Yale. Totodată, înființează împreună cu niște prieteni „Asociația Jan-Hus”, care sprijinea intelectualii cehi disidenți sau persecutați. 
În 1983 este creat „Colegiul internațional de filosofie”, al cărui prim director este chiar Derrida. Pe lângă aceste activități, el primește și un rol în filmul „Ghost Dance”, alături de Pascale Ogier.
A decedat în 2004 la Paris.

## Opera filosofică
Dintre lucrările sale sunt de reținut cele trei lucrări publicate în 1967, la debutul său - 
L`ecriture et la différence (Scriitura și diferența), De la grammatologie (Despre gramatologie) și La Voix et le phénomène (Vocea și fenomenul).
Lucrul despre care se vorbește mai puțin este însă preocuparea sa spre Marx, (cel puțin) din ultimul lui deceniu de viață, situîndu-se astfel printre puținii gînditori contemporani care n-au subscris la noul val de respingere în bloc a operei celui la care au făcut apel - mai mult sau mai puțin întemeiat - toate mișcările și statele comuniste: 
"Că vor sau nu, că știu sau nu, toți oamenii de pe întreg pământul sunt astăzi, într-o anumită măsură, moștenitori ai lui Marx și ai marxismului...Nu există niciun precedent al unui astfel de eveniment. În întreaga istorie a omenirii...un astfel de eveniment (să repetăm: acela al unui discurs de formă filozofico-științifică care caută a se rupe de mit, de religie și de mistica naționalistă) deci acest eveniment s-a legat, pentru prima oară și în mod inseparabil, de niște forme mondiale de organizare socială (un partid cu vocație universală, o mișcare muncitorească, respectiv o confederație de state). Toate acestea propunând un nou concept de om, de societate, de economie, de națiune - și mai multe concepte privitoare la stat și la dispariția acestuia." ("Spectrele lui Marx", Editura Polirom 1999, pag. 143-144)

## Ediții în limba română din opera lui Derrida
- Heidegger: întrebarea privitoare la Ființă și Istoria, trad. de Bogdan Ghiu, Editura Tact, Cluj-Napoca, 2018.
- Margini de-ale filosofiei, trad.: Bogdan Ghiu, Alex Cistelecan, Ciprian Jeler, Editura Tact, Cluj-Napoca, 2015.
- Fiara și suveranul. Volumul II, trad. și postfață de Bogdan Ghiu, Editura Tact, Cluj-Napoca, 2014.
- Fiara și suveranul. Volumul I, trad. și note de Bogdan Ghiu, Editura Tact, Cluj-Napoca, 2013.
- Despre gramatologie, trad. de Bogdan Ghiu, Editura Tact, Cluj-Napoca, 2009.
- Giovanna Borradori, Filosofie într-un timp al terorii. Dialoguri cu Jürgen Habermas și Jacques Derrida (traduceri de Marie-Louise Semen și Ciprian Mihali, Editura Paralela 45, Pitești, 2005.
- Deconstrucția politicii (antologie), traduceri de Emilian Cioc, Ciprian Mihali și Bogdan Ghiu, Editura Idea, Cluj-Napoca, 2005.
- Forță de lege. „Fundamentul mistic al autorității”, trad. de Bogdan Ghiu, Editura Idea, Cluj-Napoca, 2004.
- Credință și cunoaștere. Veacul și iertarea, trad. de Emilian Cioc, Editura Paralela45, Pitești, 2003.
- Întrebări despre lumea de mâine. Psihanaliză și deconstrucție, convorbiri cu Elisabeth Roudinesco, traducere de Bogdan Ghiu, Editura Trei, București, 2003.
- (Ex)pozitii. Convorbiri cu Henri Ronse, Julia Kristeva, Jean-Louis Houdebine, Guy Scarpetta, trad. de Emilian Cioc, prefata de Aurel Codoban, Editura Idea, Cluj-Napoca, 2001
- Ulise gramofon. Două cuvinte pentru Joyce, trad. și postfață de Bogdan Ghiu, Editura Alpha, București, 2000.
- Despre ospitalitate. De vorbă cu Anne Dufourmantelle, trad. de Mihai Ungurean, Editura Polirom, Iași, 1999.
- Spectrele lui Marx, trad. de Bogdan Ghiu și Mihaela Cosma, prefață de Cornel Mihai Ionescu, Editura Polirom, Iași, 1999.
- Khôra, traducere și postfață de Marius Ghica, Editura Theta, Craiova, 1998.
- Scriitura și diferența, trad. de Bogdan Ghiu și Dumitru Tepeneag, prefață de Radu Toma, Editura Univers, București, 1998.
- Diseminarea, trad. și postfață de Cornel Mihai Ionescu, Editura Univers , București, 1997.
- Celălat cap, urmat de Democrația amânată, trad. de Marius Ghica, Editura Signum, București, 1993.

## Bibliografia completă în limba engleză
- Despre Derrida Arhivat în 7 februarie 2005, la Wayback Machine. pe web site-ul University of Minnesota
- www.Hydra.UMN.edu Arhivat în 5 martie 2005, la Wayback Machine.
- Derrida online Arhivat în 25 ianuarie 2005, la Wayback Machine.